# N210i
デジタル・ムーバ N210i HYPER（デジタル・ムーバ　エヌ　にー　いち　ゼロ アイ ハイパー）は、NEC製のNTTドコモの携帯電話(mova)端末である。

## 概要
全機種がカラー液晶になった210iシリーズでF210iとともに最初に発売された。NECの端末では初めてサブディスプレイが付いている。
着信メロディはFM音源16和音に対応。

## 歴史
- 2000年12月19日　テレコムエンジニアリングセンターによる技術基準適合証明の工事設計認証（工事設計認証番号WZA0028）
- 2001年1月10日　 電気通信端末機器審査協会による技術基準適合認定の設計認証（設計認証番号A00-1347P、J00-0371）
- 2001年4月9日　　ドコモから発表。
- 2001年4月11日　 F210iとともに発売開始。
- 2012年3月31日　 movaサービス終了により使用はこの日限りとなる。